# Brunegg
Brunegg ist eine Einwohnergemeinde im Schweizer Kanton Aargau. Sie gehört zum Bezirk Lenzburg und liegt zwischen dem Reusstal und dem unteren Bünztal.

## Geographie
Das Haufendorf befindet sich am Südrand des flachen Birrfelds, etwas mehr als zwei Kilometer westlich der Reuss und knapp anderthalb Kilometer nordöstlich der Bünz. Am Dorfrand ragt die Ostflanke des Chestenbergs steil in die Höhe. Dieser bis zu 647 Meter hohe Ausläufer des Faltenjuras weist einen schmalen felsigen Grat auf, der sich westwärts über eine Länge von vier Kilometern bis zum Schloss Wildegg und bis fast zur Aare hin erstreckt.
Die Fläche des Gemeindegebiets beträgt 155 Hektaren, davon sind 40 Hektaren bewaldet und 50 Hektaren überbaut. Der höchste Punkt befindet sich auf 590 Metern auf dem Grat des Chestenbergs, der tiefste auf 409 Metern an der nordöstlichen Gemeindegrenze. Die Nachbargemeinden von Brunegg sind Birr im Norden, Birrhard im Nordosten, Mägenwil im Südosten, Othmarsingen im Süden und Möriken-Wildegg im Westen.

## Geschichte
Die erste Erwähnung von Brunegge stammt aus dem Jahr 1273. Der Ortsname kommt vom althochdeutschen (ze dero) brunun ekko und bedeutet «beim braunen Bergrücken». Das Dorf verdankt seine Existenz der gleichnamigen Burg, die im 13. Jahrhundert errichtet worden war. Sie diente dazu, die Südseite des habsburgischen Kernlandes, des Eigenamts, zu schützen, und war von Ministerialen bewohnt. Die niedere Gerichtsbarkeit über das Dorf lag in den Händen der jeweiligen Burgbewohner.

Luftansicht (1946)

Als die Eidgenossen im Jahr 1415 den Aargau eroberten, war die Brunegg eine der wenigen Burgen, die Widerstand leistete. Das Dorf gehörte fortan zum Untertanengebiet der Stadt Bern, dem so genannten Berner Aargau und war dem Gerichtsbezirk Othmarsingen im Amt Lenzburg zugeteilt. 1528 führten die Berner die Reformation ein. Beim Franzoseneinfall im März 1798 entmachteten die Franzosen die «Gnädigen Herren» von Bern und riefen die Helvetische Republik aus, die 1803 aufgelöst wurde. Brunegg gehört seither zum Kanton Aargau.
Die Gemeinde war zunächst ein Bestandteil des Bezirks Brugg, wurde dann aber 1840 dem Bezirk Lenzburg zugeteilt. Als am 1. Juni 1882 die Bahnlinie Hendschiken–Brugg der Aargauischen Südbahn eröffnet wurde, erhielt Brunegg keinen eigenen Bahnhof. Fünf Jahre zuvor hatte sich die Gemeinde geweigert, sich an der Nationalbahn finanziell zu beteiligen und musste somit nicht die Folgekosten des Konkurses mittragen. Bis weit ins 20. Jahrhundert hinein war das Dorf von der Landwirtschaft geprägt; am Chestenberg wurde etwas Weinbau betrieben. Nach der Eröffnung der nahe gelegenen Autobahn im Jahr 1970 erlebte die Gemeinde einen wirtschaftlichen Aufschwung. Die Bevölkerungszahl hat sich seit 1980 fast verdreifacht.

## Sehenswürdigkeiten

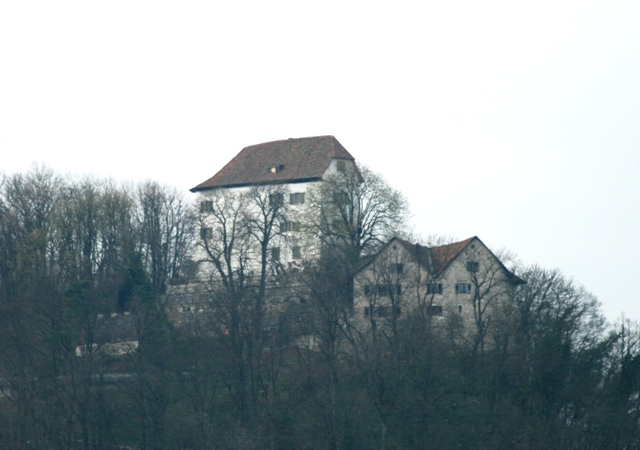
Schloss Brunegg

Rund 120 Höhenmeter über dem Dorf steht auf einem steil aufragenden Felssporn am östlichen Ende des Chestenberg-Grates das Schloss Brunegg, eine aus dem 13. Jahrhundert stammende Burg. Die zu einem Wohnschloss umgebaute Anlage besteht aus der Hauptburg mit einem Wohntrakt aus der Anfangszeit, einer Gartenanlage aus dem 19. Jahrhundert sowie zwei Ökonomiegebäuden. Bekanntester Schlossherr war der Historiker Jean Rudolf von Salis. Brunegg erhielt erst 1967 eine eigene reformierte Kirche; ursprünglich gehörte das Dorf zur Pfarrei Windisch, ab 1526 zur Pfarrei Birr.

## Wappen
Die Blasonierung des Gemeindewappens lautet: «In Weiss blauer achtstrahliger Lilienzepterstern.» Das Wappen erscheint erstmals 1548 in einer Berner Chronik und wird auch auf dem Gemeindesiegel von 1822 verwendet. Auf einer 1902 geschaffenen Wappenscheibe in der Kirche von Birr erscheint das Zepter in Rot auf Weiss. Der Gemeinderat bestätigte 1953 die heute gebräuchliche Form.

## Bevölkerung
Die Einwohnerzahlen entwickelten sich wie folgt:
| Jahr      | 1798 | 1850 | 1900 | 1930 | 1950 | 1960 | 1970 | 1980 | 1990 | 2000 | 2010 | 2020 |
| Einwohner | 180  | 277  | 244  | 275  | 297  | 292  | 327  | 299  | 354  | 466  | 671  | 866  |

Am 31. Dezember 2023 lebten 907 Menschen in Brunegg, der Ausländeranteil betrug 26 %. Bei der Volkszählung 2015 bezeichneten sich 33,2 % als reformiert und 30,6 % als römisch-katholisch; 36,2 % waren konfessionslos oder gehörten anderen Glaubensrichtungen an. 94,2 % gaben bei der Volkszählung 2000 Deutsch als ihre Hauptsprache an und 2,4 % Italienisch.

## Politik und Recht
Die Versammlung der Stimmberechtigten, die Gemeindeversammlung, übt die Legislativgewalt aus. Ausführende Behörde ist der fünfköpfige Gemeinderat. Er wird im Majorzverfahren vom Volk gewählt, seine Amtsdauer beträgt vier Jahre. Der Gemeinderat führt und repräsentiert die Gemeinde. Dazu vollzieht er die Beschlüsse der Gemeindeversammlung und die Aufgaben, die ihm vom Kanton zugeteilt wurden. Für Rechtsstreitigkeiten ist in erster Instanz das Bezirksgericht Lenzburg zuständig. Brunegg gehört zum Friedensrichterkreis XI (Lenzburg).

## Wirtschaft
In Brunegg gibt es gemäss der im Jahr 2015 erhobenen Statistik der Unternehmensstruktur (STATENT) rund 540 Arbeitsplätze, davon 3 % in der Landwirtschaft, 19 % in der Industrie und 78 % im Dienstleistungsbereich. Zu den wichtigsten Arbeitgebern gehören eine Türenfabrik, ein Kieswerk, mehrere Logistikbetriebe sowie eine Vieh-Auktionshalle.

## Verkehr
Brunegg besitzt ausgezeichnete Verkehrsverbindungen. Östlich des Dorfes verläuft die Kantonsstrasse 280 zwischen Wohlen und Brugg. An dieser liegt auch der Anschluss Mägenwil der Autobahn A1. Vier Kilometer weiter nördlich befindet sich der Anschluss Brugg der A3. Obwohl die Bahnlinie Lenzburg–Brugg unmittelbar am Dorf vorbeiführt, gibt es hier keine Haltestelle. Stattdessen führt eine Buslinie der Gesellschaft Regionalbus Lenzburg zu den Bahnhöfen in Lenzburg und Mägenwil. An Wochenenden verkehrt ein Nachtbus von Brugg über Brunegg nach Othmarsingen.

## Bildung
Die Gemeinde verfügt über einen Kindergarten und ein Schulhaus, in dem die Primarschule unterrichtet wird. Sämtliche Oberstufen (Realschule, Sekundarschule und Bezirksschule) können in Möriken-Wildegg besucht werden. Die nächstgelegenen Gymnasien sind die Alte Kantonsschule und die Neue Kantonsschule, beide in Aarau.

## Persönlichkeiten
- Liv Sprenger (* 1936 in Brunegg; † 2022 in Bludenz),  österreichische Politikerin